# یواس‌سی‌جی‌سی آلرت
یواس‌سی‌جی‌سی آلرت ممکن است به یکی از موارد زیر اشاره داشته باشد:
- یواس‌سی‌جی‌سی آلرت (دبلیوام‌ئی‌سی-۱۲۷)
- یواس‌سی‌جی‌سی آلرت (دبلیوام‌ئی‌سی-۶۳۰)